# Daniel Riquelme (futbolista)
Daniel Osvaldo Riquelme (Santa Fe; Argentina; 11 de marzo de 1959) es un exfutbolista argentino que se desempeñaba como defensor. Debutó en Rosario Central en 1981 y principalmente se destacó en Talleres y San Lorenzo. Con San Lorenzo disputó la Copa Libertadores de 1988 y 1992.

## Trayectoria

### Rosario Central
Debutó con su club formador, Rosario Central en 1981. Disputó un total de 31 partidos de manera oficial; todos por la Primera División de Argentina. Estuvo en el club hasta 1982. Durante 2007 fue entrenador del primer equipo en forma interina.

### Club Atlético Talleres
En 1982 llega a Talleres, club con el que disputaría 168 cotejos oficiales en la Primera División de Argentina y donde marcó sus únicos goles (4 goles); permaneció en el club hasta 1987. Es considerado actualmente por su trayectoria como un ídolo de la institución cordobesa.

### San Lorenzo
Luego de un largo paso por Talleres, llegó a San Lorenzo a fines 1987; jugó un total de 149 partidos oficiales de los cuales 25 son por la Copa Libertadores de 1988 y 1992. Su debut fue en un partido frente a Boca Juniors en la Bombonera el 12 de octubre de 1987 donde San Lorenzo consiguió ganar 1 a 0. Con San Lorenzo consiguió ser subcampeón en 1987/1988 y subcampeón del Clausura de 1991. Ganó la Liguilla pre-Libertadores en dos oportunidades en 1988 y 1991.

## Clubes
| Club            | País      | Año       |
| --------------- | --------- | --------- |
| Rosario Central | Argentina | 1981-1982 |
| Talleres        | Argentina | 1982-1987 |
| San Lorenzo     | Argentina | 1987-1992 |